# 柞原八幡宮
33°14′N 131°33′E / 33.24°N 131.55°E
柞原八幡宮（日语：／ Yusuhara-hachimangū */?）是日本大分縣大分市八幡的神社，社格是豐後國一宮、國幣小社和別表神社，祭神是應神天皇、仲哀天皇和神功皇后。氏子方面，根據《府縣鄉社明治神社誌料》和《日本社寺大觀》記載是1,763戶，《神社名鑑》和《全國神社名鑒》均稱是1,000戶，前者指崇敬者有50,000人，後者則稱有60,000人。
文化財方面，本殿、東寶殿、西寶殿、申殿、拜殿、樓門、西門、南大門、東回廊、西回廊（附指定是寶藏和八王子社）、「太刀 銘國宗」、「太刀 銘源國」、「薙刀直刀 銘 國重八幡大菩薩天滿大自在天神」、銅造佛像、「白檀塗淺蔥糸威腹卷 附有兜、大袖和小具足」、柞原八幡宮文書是重要文化財、柞原八幡宮的樟樹是日本國指定天然紀念物、柞原八幡宮文書繪圖、八幡宇佐宮御託宣集附裏書、木造不動明王立像、木造女神形坐像、木造菩薩形坐像、木造祖師形坐像、板彫多聞天立像、板彫不動明王立像、紙本著色由原八幡宮緣起繪卷附極書兩封、紺紙金泥增壹阿含經以及山水蒔繪緣起繪卷納箱是大分縣指定文化財，柞原八幡宮的森林則是大分市指定文化財。

## 歷史
神社位於高崎山東南邊的谷地，南面是放生池，為流向西北面的祓川的源頭。行政區劃方面，神社原屬豐後國大分郡阿南鄉或賀來鄉，後為賀來莊、由原村（柞原村）和八幡村，地址是上八幡三組，字是二葉山。名稱方面，神社又稱由原宮、由原社、由原八幡宮、八幡大菩薩由原宮或賀來社等等，俗音的話也唸作Isuhara（いすはら）。根據收錄於《柞原八幡宮文書》內正應2年（1289年）3月的《大宮司平經妙申狀案》以及收錄於《續群書類從》內的《由原八幡緣起》記載，延曆寺僧人金龜在天長4年（827年）於宇佐神宮進行千日參籠，其後在天長7年3月3日（830年3月30日）示現，同年7月7日（7月30日）大菩薩的初衣「八足之白幡」（八足の白幡）從宇佐宮飛到一棵大楠上，因此便在樹下開始供奉大菩薩，從而創建神社，也就是說神社勸請自宇佐神宮。承和3年（836年），神社獲豐後國國司大江宇久奉右大臣清原夏野之命興建寶殿。
吉良國光推測神社最初受到附近生石、賀來、大辰、小原和來鉢等地區供奉，後來在與天台系密教融合以及受到宇佐神宮的別宮化影響下，加上與豐後國衙以及國司的關係變得緊密，促使神社作為式外社也成為豐後國一宮。嘉應3年（1171年）3月，根據《由原宮宮師僧定清解》記載有「當國一宮」，這是神社作為一宮在文獻上首次有記載。康保2年3月3日（965年4月7日），相據《由原宮宮師僧仙照辭》記載，神社獲國衙按照先例提供免田。長德4年（998年），神社的大宮司職位開始確立，此後也與宇佐神宮一樣，每33年興建寶殿等社殿，文治4年（1188年）2月的《由原宮司解案》以及正應2年3月的《大宮司平經妙神狀案》也有相關記載。《大宮司平經妙申狀案》也記載道神社在同年獲寄進賀來莊作為料所。
根據《大宮司平經妙申狀案》記載，神社的大宮司在12世紀初期由大神氏擔任，養和元年（1181年）之後，神社大宮司先後由平章妙、平賴妙、平盛妙、平有妙和平經妙擔任，因此推測當時神社與平氏關係深厚。承久之亂爆發時，根據《關東下知狀案》記載，平章妙遭到賀來惟綱控告其詛咒關東方。寬喜2年（1230年）8月，根據《豐後國司廳宣案》記載，社領阿南莊作為大神寶費用寄進至神社，同年9月根據《一條前太政大臣家政所下文案》記載，西園寺公經以一向別納不輸之地名義寄進至神社，也就是說神社僅能以大神寶費用以及國司初拜費作為收入，年貢以及公事則全歸西園寺家所有。根據天福元年7月18日（1233年8月24日）的《官宣旨案》記載，神社雖然表達不滿，但是仍然接受其寄進。根據寶治2年（1248年）6月《六波羅施行狀案》等記載，神社屢遭地頭賀來氏押領。
文永之役爆發時，根據正慶元年正月11日（（1332年2月7日）的《賀來社年中行事次第》記載，神社在文永11年（1274年）為了調伏異國而實施勤行，開始誦讀《大般若經》、《仁王護國經》、《法華經》、《最勝王經》以及《觀音經》等經文，在此時從寶殿飛往西邊的兩隻鴿則被視為「征罰異國」的徴兆。正應（1288年至1293年）和元亨年間（1321年至1324年）重建社殿時，由於賀來莊料所狹小，加上官員的怠慢而延期，最終導致社殿腐毀，神體也受到雨露沾濕，搖搖欲墜。元亨4年（1324年），根據《賀來社神人名帳》記載，神社當時有祀官213人，涵蓋大宮司、權大宮司和惣檢校等19人。嘉曆2年8月15日（1327年9月1日），根據《賀來社宮主職給免田畠屋敷等注文案》記載，神社的免田遭到地頭和甲乙人侵吞，鹽田也遭到守護押領。元弘元年9月9日（1331年10月11日），根據《大友貞宗施行狀》記載，大友貞宗奉鎮西探題之命祈求幕府安泰，並且轉達此事予神社的宮師僧春濟。
建武3年7月27日（1336年9月3日，延元元年），根據《戶次朝直書下》記載，南朝勢力在各地開始蜂起，神社奉戶次朝直之命祈求北朝獲勝。建武4年（1337年，延元2年）正月，根據《由原宮神官社司等申狀案》記載，阿南莊神領六年一度的大神寶調進也由於名主等人的違法行為而延期。建武4年11月12日（1337年12月4日，延元2年），根據《戶次賴時直下》記載，神社的大宮司奉命前往一同討伐在入田鄉的入田新藏人等人。11月26日（12月18日），根據《戶次賴時施行狀》記載，神社大宮司奉命派出三名騎兵擔任一色氏直的護衛。建武5年10月10日（1338年11月22日），根據《戶次賴時和與狀》等記載，阿南莊曾經受到地頭入侵而導致祭事無法順利舉行。
正平13年11月21日（1358年12月22日，延文3年），根據《大友氏時願文》記載，大友氏時祈求擊退凶徒，並且許諾在達成後寄進所領至神社。貞治6年正月20日（1367年2月19日），根據《藤原氏輔寄進狀》記載，神社獲吉弘氏輔寄進井田鄉永峰名內的田地。應安5年3月8日（1372年4月12日，建德3年），根據《大友氏繼願文》記載，大友氏繼許諾在安全回來後會寄進田地至神社、興建社殿以及依舊致力於舉辦祭禮。應永34年5月1日（1427年5月26日），神社獲大友親世寄進太刀一把。根據某年6月26日的《田原親資祈願文》記載，神社也獲田原親資獻上金錢一貫文。
文明18年3月6日（1486年4月10日），根據《大友政親寄進狀》記載，神社獲大友政親寄進田地，從而祈求天下太平以及國家安全。神社的大宮司職務在大友親治時期改由地頭賀來氏補任，後來獲大友義鑑安堵，永祿4年3閏3月28日（1561年5月12日），根據《大友義鎮安堵狀案》記載，宮千代繼承其父賀來鑑綱之位，並且也獲大友義鎮安堵。根據《賀來社宮師跡由來書》記載，第30任宮師秀清之女嫁予賀來民部少輔，並且由其次子八房丸繼任為宮師，取名豪榮。促使原本與神社社家為敵對關係的賀來氏，最終卻作為大友氏的家臣，分別擔任神社最高職位大宮司和宮師。天文7年2月21日（1538年3月21日），根據收錄於《宮師文書》內的《志賀鑑隆書狀》記載，宮師某人依照大友義鑑的夢而改名為宮內卿。天正5年6月1日（1577年6月16日），根據《由原宮造營國東郡間別調除分注文》記載，大友宗麟為了替神社興建社殿，以一國平均役的名義徵收間別錢。天正12年（1584年）7月，根據《大友義統願文》記載，神社從氏神變成領國鎮守神。不過根據《賀來社宮師由來》記載，隨著宗麟成為吉利支丹後，神社開始荒廢，大宮司也歸隱至萩，神官也四散，僅餘宮師豪榮留在神社。
寬永11年（1634年），根據《雉城雜誌》記載，日根野吉明入主府內後，在生石濱舉行放生會時，看到當地人流之多便設置市集，在8月11日至8月17日舉行，稱為濱之市。根據《豐後國詩志》記載，吉明還在寬永17年（1640年）替神社建立講堂。在松平忠昭時期，根據《賀來社由原山諸院坊末寺書上》記載，神社的院坊有金藏院（學頭職）、最養坊、常樂坊、香運坊、光林坊、東光坊、宮迫坊、西之坊、長賢坊、成泉坊、清教坊、南之坊、福萬坊、本城坊、玉藏坊和本明院，末寺則是國分寺和靈山寺。根據貝原益軒的《豐國紀行》記載，神社從山麓建有參詣道和下向道，下向道較寬，為通往宇佐神宮的道路。神社每33年重建一次，近年由府內領主松平對馬守建成，宮司之僧稱為金藏院，社僧總共有14坊，隸屬於天台宗比叡山。文化7年（1810年），根據收錄於《府內藩記錄》內的《由原村庄屋書上》記載，神社的內殿和外殿是五間四面，建有拜殿、渡廊、樓門、東西十四間的回廊、兩座三間的脇殿、寶藏、八王子社和多寶塔，末社和末堂三間四面以下大小的有33處，村內有天台宗社僧9寺以及社家47戶。
1873年，神社獲列為縣社，1907年1月11日獲列為神饌幣帛料供進社。1916年12月12日，神社從柞原八幡社改名為柞原八幡宮，並且獲列為國幣小社。1948年9月30日，神社本廳制定「幹部和職員去留相關規定」（役職員進退に関する規程，《規程第15號》），神社列於其中第五條提到的「記載於別表的神社」（別表に掲げる神社）之內，即別表神社。

## 境內
- 左至右是申殿、拜殿和樓門
- 申殿和拜殿內部。以木樓梯為界，上方是申殿，下方是拜殿
- 樓門
- 西門
- 南大門

根據《府縣鄉社明治神社誌料》和《日本社寺大觀》記載，神社境內面積達9160坪（約30280.99平方），《神社名鑑》和《全國神社名鑒》稱是5097坪（約16849.59平方）。本殿建於嘉永3年（1850年），佔地24坪（約79.34平方），為八幡造建築，由前殿和後殿組成，均是正面五間，側面二間，前殿前方是一間向拜，西邊後方建有花堂，正面和側面各一間，同類型建築在大分縣南部有四座，宮崎縣北部則有三座，其中高千穗神社本殿同為重要文化財，後殿則是神座，中央是應神天皇，東西兩邊分別是仲哀天皇和神功皇后。本殿前方是申殿，由大工町的高山彌平治等人在寶曆2年（1752年）建成，正面三間，側面一間。申殿前方是拜殿，拜殿推測和樓門同樣建於寶曆9年（1757年），正面二間，側面一間，內部地板與樓門相連，申殿則以五級木樓梯相連。本殿、花堂、申殿和拜殿均為切妻造銅板屋頂。拜殿前方是樓門，為三間一戶的入母屋造建築，正面設有軒唐破風，全體均為銅板屋頂，大工是矢野重定，引頭則是利光重房。
本殿東西兩邊分別是東寶殿和西寶殿，建於寶曆7年，均為正面三間，側面一間的切妻造銅板屋頂建築，長約5米，寬約2.1米，建有一間向拜，長約1.75米，寬約兩米，其中東寶殿的祭神從東至西是和尚權現、賀茂明神和高良明神，西寶殿則是若宮權現、稻荷大明神和北辰救世。東回廊和西回廊建於寬政10年（1798年），東回廊正面八間，側面二間，為切妻造棧瓦頂建築，西回廊則是正面五間，側面二間的兩下造棧瓦頂建築。西門建於江戶時代末期，為切妻造銅板屋頂四腳門。南大門建於明治3年（1870年），為入母屋造四腳門，前方的突出部分則是唐破風造，兩側建有切妻造的脇門，屋頂整體均為銅板，大工是矢野重祥，引頭是利光重照。寶藏建於江戶時代後期，為長6米，寬4米樓高兩層的土藏，切妻造棧瓦頂建築。八王子社建於明和7年（1770年），為一間社流造，銅板屋頂，祭神是五男三女神。
根據《柞原八幡宮志》記載，神社的攝社有賀來神社、二宮社（大分郡賀來村大字賀來）、興王神社（火王社，大分市大字生石）、五月殿社（生石）、武內神社（大分郡石城川村大字來鉢）、熊野社（大分郡八幡村大字金谷迫）、天津神社（八幡村大字八幡）、天滿社（八幡字大山）、武內社（速見郡山浦村大字山浦）和八幡御座所（速見郡下田內桑野），境內末社則有天津御子社（祭神是素戔嗚男命和劍鏡化神）、日吉社（祭神是山米大主神和東照宮）、武內社（祭神是武內宿禰）、馬場頭社（祭神是麛坂皇子和忍熊皇子）、天滿社（祭神是菅原神）、山神社（祭神是大山祇命和持幡千幡姬）、愛宕社（祭神是軻遇槌神）、天常立神社（祭神是別天神）、國常立神社（祭神是七代神）、胸形神社（祭神是道主貴）、大宮社（祭神是天之細女神）、大田社（祭神是猿田昆古神）、住吉神社（祭神是滌身神）、金刀比羅社（祭神是大物主神）和嚴島神社（祭神是嚴島姬神）。

## 祭事
| 日供祭（每日早上） 月次祭（每月1日早上） |                   |     |                           |      |                                                             |
| 1月                                      | 歲旦祭（1月1日）  | 5月 | —                         | 9月  | 武內大神渡御祭（9月1日至9月7日） 仲秋祭（9月14日至9月20日） |
| 2月                                      | 祈年祭（2月17日） | 6月 | 水無月的大祓式（6月30日） | 10月 | —                                                           |
| 3月                                      | 例大祭（3月15日） | 7月 | 夏越祭（7月31日）         | 11月 | 新嘗祭（11月23日） 七五三（11月中）                         |
| 4月                                      | —                 | 8月 | —                         | 12月 | 師走的大祓式（12月31日） 除夜祭（12月31日）                 |

夏越祭當天，首先在下午兩點於本宮舉行出御祭，由祭員攜同三神和武內大神的金幣，以及弓和槍等物品前往四公里外的生石濱臨時齋場。抵達齋場後，在金幣前舉行祭典，並且向御幣吹氣，除祓後舉行鹽搔神事。其後返回本宮，舉行着御祭和萱貫神事。萱貫神事是指穿過由約3米長的割竹製成的馬蹄形茅圈，在奏上祝詞後，宮司面朝本殿，並且由一名神職穿過茅圈三次，然後祭員、總代嘉賓以至扮演神役的孩童等人也會各自穿過茅圈一次。以前，則會抬三座神輿前往海邊，並且沾上潮水，在濱御殿獻上社役舞和柞原神樂，並且帶走3升（約5.41公升）蛤，萱貫神事原本也有其歌曲，不過現在均已失傳。武內大神御祭又稱賀來之市，為供奉於申殿的武內宿禰每年一度重返賀來神社的祭事，為期一週。當天傍晚，由賀來神社氏子舉行神幸祭，在兔年和雞年，也就是每六年一度舉行大名行列，由約150名當地居民扮成奴助興，神體則由祭員負責捧持。
仲秋祭又稱濱之市，源於大友能直就任豐後守護的鎌倉時代初期，為神社規模最大以及耗時最久的祭禮。在9月14日下午4點，舉行出御祭。氏子和崇敬者等人將三座神輿抬至本殿內，並且按照仲哀天皇、應神天皇和神功皇后的順序來遷移神體至神輿，其中僅有神功皇后神輿的頂部有鳳凰裝飾。其後，一行人在笛聲和太鼓聲下前往假宮，假宮境內建有本宮假宮、松坂社假宮、火王宮和賀來社，其中松坂社位於四公里外的上野，松坂社宮司在祭禮期間會手持神體前來迎接。當一行人抵達假宮後，首先安放武內大神至假宮西邊的社殿，然後按順序安放仲哀天皇、應神天皇和神功皇后的神輿。然後舉行着御祭，在玉串拜禮後舉行陣導面神事，由禰宜帶上稱為陣導面的面具，然後站在假宮正中央，並且望向外面，松坂社宮司則看準時機，手持神體與其正視。在仲秋祭期間，陣導面神事會舉行三次。9月17日於假宮附近祓川的橋上舉行放生會神事，由宮司等祭員舉行四方祓和放生儀式，宮司負責放生鴿，總代代表則是鯽魚。這一天也會在海上放煙花，這項儀式起源於江戶時代，也是大分市一年中最後的煙花大會。9月20日下午4點半舉行還幸祭，由武內大神帶頭，三座神輿隨後，松坂社則會在境內出口目送一行人離去，在經過表參道返回神社後舉行着御祭。

## 文化財
| 名稱                                     | 指定類別             | 指定日期      |
| ---------------------------------------- | -------------------- | ------------- |
| 柞原八幡宮的樟樹                         | 日本國指定天然紀念物 | 1922年3月8日  |
| 太刀 銘國宗                              | 重要文化財           | 1950年8月29日 |
| 太刀 銘源國                              | 重要文化財           | 1950年8月29日 |
| 薙刀直刀 銘 國重八幡大菩薩天滿大自在天神 | 重要文化財           | 1950年8月29日 |
| 銅造佛像                                 | 重要文化財           | 1950年8月29日 |
| 柞原八幡宮文書繪圖                       | 大分縣指定文化財     | 1960年3月22日 |
| 八幡宇佐宮御託宣集附裏書                 | 大分縣指定文化財     | 1960年3月22日 |
| 木造不動明王立像                         | 大分縣指定文化財     | 1970年3月31日 |
| 木造女神形坐像                           | 大分縣指定文化財     | 1970年3月31日 |
| 木造菩薩形坐像                           | 大分縣指定文化財     | 1970年3月31日 |
| 木造祖師形坐像                           | 大分縣指定文化財     | 1970年3月31日 |
| 板彫多聞天立像                           | 大分縣指定文化財     | 1970年3月31日 |
| 板彫不動明王立像                         | 大分縣指定文化財     | 1970年3月31日 |
| 紙本著色由原八幡宮緣起繪卷附極書兩封     | 大分縣指定文化財     | 1970年3月31日 |
| 紺紙金泥增壹阿含經                       | 大分縣指定文化財     | 1970年3月31日 |
| 山水蒔繪緣起繪卷納箱                     | 大分縣指定文化財     | 1970年3月31日 |
| 白檀塗淺蔥糸威腹卷 附有兜、大袖和小具足  | 重要文化財           | 1980年6月6日  |
| 柞原八幡宮的森林                         | 大分市指定文化財     | 1990年9月12日 |
| 柞原八幡宮文書                           | 重要文化財           | 1991年6月21日 |
| 柞原八幡宮                               | 重要文化財           | 2011年6月20日 |

## 註解
1. ↑  參籠是指在神社閉關，並且進行祈願[14]。
2. 1 2  生石現為大分市生石、王子西町、生石港町、王子町和濱之市。賀來現為大分市賀來、賀來北和賀來南（日语：大分町）。大辰現為大分縣由布市庄內町大龍（日语：庄内町大龍）。小原現為由布市庄內町庄内原（日语：庄内町庄内原）的一部分。來鉢現為由布市挾間町（日语：挾間町）來鉢[11]。
3. ↑  阿南莊推測現為大分市西北部、由布市挾間町和庄內町（日语：庄内町 (大分県)）地區[11]。
4. ↑  由於正慶是在4月28日改元，因此正月11日實際上為元弘2年[16]。
5. ↑  入田鄉現為大分縣竹田市入田[11]。
6. ↑  由於建武是在8月28日改元，因此10月10日實際上為曆應元年[17]。
7. ↑  永峰名現為大分縣豐後大野市千歲町長峰（日语：千歳村 (大分県)）[11]。
8. ↑  生石濱現為大分市生石北面[11]。
9. ↑  大工町現為大分市中央町一至二丁目（日语：中央町 (大分市)）內[11]。
10. ↑  金谷迫現為大分市金谷迫和青葉台。山浦現為由布市湯布院町川西（日语：湯布院町川西）的一部分[11]。
11. ↑  本殿、東寶殿、西寶殿、申殿、拜殿、樓門、西門、南大門、東回廊和西回廊，附指定是寶藏和八王寺社[6]。

## 外部連結
- . 柞原八幡宮.   [2023-05-22]. （原始内容存档于2023-05-28） （日语）.
- 的Facebook專頁（日語）
- 的X（前Twitter）（日語）
- 的Instagram帳戶（日語）
- . 大分縣商工觀光勞動部觀光局觀光誘致促進室.   [2023-05-22]. （原始内容存档于2023-05-22） （日语）.
- . 大分市.   [2023-05-22]. （原始内容存档于2023-06-03） （日语）.
- . 全國一之宮巡拜會.   [2023-05-22]. （原始内容存档于2023-05-22） （日语）.